# Pete Visclosky
Peter John Visclosky, detto Pete (Gary, 13 agosto 1949), è un politico e avvocato statunitense, membro della Camera dei Rappresentanti per lo stato dell'Indiana dal 1985 al 2021.

## Biografia
Nato in una famiglia di discendenza slovacca, Visclosky studiò legge all'Università di Notre Dame e alla Georgetown. Lavorò poi come avvocato e consulente legale del deputato democratico Adam Benjamin.
Quando Benjamin morì nel 1982, il suo seggio venne occupato dalla compagna di partito Katie Hall. In occasione delle elezioni successive, nel 1984, Visclosky si candidò per il seggio e nel corso delle primarie democratiche riuscì a sconfiggere la Hall per un punto percentuale. Vinse poi le elezioni generali con il 71% dei voti.
Nel 1986 batté di nuovo la Hall nelle primarie e fu rieletto. Nel 1990 la Hall lo sfidò per la terza volta, ma Visclosky la superò con ampio margine. Visclosky venne rieletto anche stavolta e negli anni successivi fu riconfermato per altri quattordici mandati, fin quando nel 2020 annunciò la propria intenzione di ritirarsi a vita privata e lasciò il Congresso dopo trentasei anni di servizio.
È stato un oppositore del conflitto iracheno.